# Процесс тридцати двух
Дело о лицах, обвиняемых в сношениях с лондонскими пропагандистами (1862—1865) — один из крупнейших политических процессов 60-х годов XIX века в Российской империи.

## Ход процесса
Судебный процесс длился почти три года: с 7 июля 1862 года по 27 апреля 1865 года. В процессе фигурировало свыше 70 человек: центральной фигурой был Н. А. Серно-Соловьевич. Основными обвинениями, предъявленными арестованным, были сотрудничество с A. И. Герценом и Н. П. Огаревым, а также помощь B. И. Кельсиеву во время его нелегального приезда в Москву и Санкт-Петербург в марте-апреле 1862 года.

## Результаты
Сам процесс и последовавшие за ним обвинительные приговоры вырвали из числа руководителей «Земли и воли» Н. А. Серно-Соловьевича. Конспиративным связям Герцена и Огарева с Россией был нанесён непоправимый урон, значительно осложнивший распространение нелегальных изданий Вольной русской типографии (это с учётом общего спада революционных настроений в Империи). Согласно советским источникам, сам процесс свидетельствовал о переходе царизма к террору против революционных сил.

## Список подсудимых
1. Альбертини Н. В. (1826—1890) — оправдан
2. Аркадьев П. (?) — полицейский надзор
3. Афанасьев A. Н. (1826—1871) — оправдан
4. Белозерский Олимпий Михайлович (1831—1904) (младший брат В. М. Белозерского) — оправдан
5. Бенни А. И. (1840—1867) — высылка за границу без права возвращения в Россию
6. Ветошников П. А. (ок. 1831- после 1866) — пожизненная ссылка в Сибирь
7. Владимиров Н. M. (1839?—1914) — пожизненная ссылка в Сибирь
8. Воронов Н. И. (1832—1888) — оправдан
9. Гаевский В. П. (1826—1888) — оправдан
10. Журавлёв М. (?) — полицейский надзор
11. Каншин Д. В. (1829—1904) — оправдан
12. Касаткин B. И. (1831—1867) — лишение всех прав состояния и изгнание из России
13. Кельсиев В. И. (1835-1872) — лишение всех прав состояния и изгнание из России
14. Кожанчиков Д. Е. (1821-1877) — оправдан
15. Козлов А. А. (1831—1901) — оправдан
16. Любенков Н. В. (?) — оправдан
17. Лялин П. П. (ок. 1798—?) — полицейский надзор
18. Максимов С. В. (1831—1901) — оправдан
19. Налбандян М. Л. (1829—1866) — ссылка в Камышин
20. Ничипоренко А. И. (1837—1863) — умер до окончания процесса
21. Офрано А. Г. (ок. 1834—1902) — оправдан
22. Офрано А. (1837—1891) — оправдан
23. Петровский Н. Ф. (1837—1908) — 1 год тюремного заключения[3]
24. Потехин Н. А. (1834—1896) — оправдан
25. Серно-Соловьевич А. А. (1838—1869) — лишение всех прав состояния и изгнание из России
26. Серно-Соловьевич Н. А. (1834—1866) — пожизненная ссылка в Сибирь
27. де Траверсе Н. А. (1829—1864) — умер до окончания процесса
28. Трубецкой П. П. (?) — оправдан
29. Тургенев И. С. (1818—1883) — оправдан
30. Черкесов А. А. (1838 — ок. 1912) — оправдан
31. Челищева М. А. (ок. 1841—?) — полицейский надзор
32. Шибаев И. И. (1830 (1835) — 1908) — полицейский надзор[4].